# لسان الحية البرتغالية
لسان الحية البرتغالية (الاسم العلمي: Ophioglossum lusitanicum) هو نوع نباتي يتبع جنس لسان الحية من فصيلة لسانيات الافاعي؛ يتكاثرهذا السرخس بظاهرة تعاقب الأجيال.

## وصف عام
إنه نبات معمر صغير جدًا (يتراوح ارتفاعه حوالي 10سم عند النضج). يتكون الجزء الموجود تحت الأرض من جذمور ليفي مع 1 إلى 3 اوراق عقيمة خطية الشكل.

### اصل التسمية
تأتي كلمة Ophioglossum من الكلمة اليونانية ophis (οφις) [ثعبان] و glôssa (γλώσσα) [اللسان] التي تشير إلى شكل الجزء الخصب من الأوراق. تشير كلمة lusitanicum إلى البرتغال.

#### انتشار حول العالم
هذه الأنواع موطنها العديد من المناطق المعتدلة إلى الدافئة (ومعظمها شتاء معتدل) في العالم القديم. يغطي نطاقها جزءًا من أوروبا الأطلسية (الأزور وجزر الكناري والبرتغال وإسبانيا وجزر سيلنج وجيرنسي (بريطانيا العظمى) 3,4 ومناطق البحر الأبيض المتوسط في فرنسا وإيطاليا ويوغوسلافيا السابقة واليونان)، ومناطق معينة من إفريقيا (المغرب والجزائر وتونس وتنزانيا وأوغندا) وآسيا (تركيا وفلسطين وجورجيا والهند، ولا سيما أندرا براديش وآسام وبيهار وغوا وجامو وكشمير وكارناتاكا وكيرالا وماديا براديش وماهاراشترا وأوريسا والبنجاب وتاميل نادو، ولاية أوتار براديش، ولاية البنغال الغربية).
توجد أيضًا في غرب أستراليا، بما في ذلك بعيدًا عن السواحل.

##### مكان نموها
يقدر هذا النوع الأحواض الرملية والمروج على سفوح التلال البحرية، وبشكل أكثر تحديدًا البيئات الرملية المرتبطة بتآكل الحجر الرملي والريوليت.
تتواجد في المواقع الرطبة في الشتاء وأوائل الربيع، لكنها معرضة للشمس.

##### الوضع والحماية
صنف الاتحاد الدولي لحفظ الطبيعة (IUCN) هذا النوع على أنه أقل اهتمامًا (LC) نظرًا لتوزيعه العالمي الواسع، ومع ذلك يلاحظ حالة القلق الخاصة به في جنوب الهند، ويرجع ذلك أساسًا إلى زيادة عمليات التحضر والتعدين.